# Mike Horan
Michael William Horan (Orange, 1º febbraio 1959) è un ex giocatore di football americano statunitense che ha giocato nel ruolo di punter per quindici stagioni nella National Football League (NFL). Fu scelto nel corso del nono giro (235º assoluto) del Draft NFL 1982 dagli Atlanta Falcons. Al college ha giocato a football alla Long Beach State.

## Carriera professionistica
Horan fu scelto nel corso del non giro del Draft 1982 dagli Atlanta Falcons ma debuttò nella NFL solo due anni dopo coi Philadelphia Eagles.
Anche se giocò per cinque diverse squadre nel corso della sua carriera, Horan è noto soprattutto per essere stato il punter dei Denver Broncos che raggiunsero tre volte il Super Bowl negli anni 80 e dei St. Louis Rams nella loro vittoria del Super Bowl XXXIV nel 1999, gara che fu anche l'ultima in carriera per il giocatore. Mike condivide il record per il maggior numero di punt calciati nel Super Bowl con 17 complessivi. Horan fu selezionato per il Pro Bowl dopo la stagione 1988, in cui fece registrare una media di 39,9 yard nette per punt.

## Palmarès

### Franchigia
- Super Bowl : 1

St. Louis Rams: XXXIV
- National Football Conference Championship: 1

St. Louis Rams: 1999

### Individuale
- Pro Bowl (1988)
- All-Pro (1988)

## Statistiche
| Punt  | 1.003  |
| Yard  | 42.286 |
| Media | 42,2   |